# Gabriele Bitterlich
Gabriele Bitterlich (nata Gabriele Göhlert; Vienna, 1º novembre 1896 – Silz (Austria), 4 aprile 1978) è stata una mistica austriaca di fede cattolica.
A seguito delle sue presunte rivelazioni private, fondò l'Opus Sanctorum Angelorum.

## Biografia
Gabriele Göhlert nacque il 1° novembre 1896 nel 4° distretto di Vienna, figlia di Bernhard Göhlert e Friederike van Aken-Quesar. Nel 1900 si trasferì con la famiglia a Czernowitz e poi a Merano nel 1903. Qui visse nel collegio della Congregatio Jesu. superò gli esami di maturità presso la Scuola delle Orsoline di Innsbruck. Studiò quindi tedesco e storia all'università locale. Secondo l'Engelwerk, avrebbe avuto visioni di angeli nella sua prima infanzia, all'età di quattro anni
Il 23 maggio 1919 sposò Hanns Bitterlich, avvocato e membro della confraternita tedesca dei Sudeti. Con il marito visse a Bregenz fino al 1921, a Šluknov (Schluckenau) fino al settembre 1928 e a Innsbruck fino al 1953, poi di nuovo a Vienna fino al 1974 e infine a Castel San Pietroburgo a Silz in Tirolo.
Tra il 1920 e il 1924 diede alla luce tre figli. Nel 1930 ebbe un esaurimento nervoso per motivi famigliari. Al termine della Seconda Guerra Mondiale, accolse tre ragazze orfane e dovette provvedere a una famiglia di otto persone. Nel 1946 si ammalò di itterizia e meningite.
Secondo le sue stesse dichiarazioni, fin dagli anni Trenta avrebbe avuto visioni di angeli e demoni, che la indussero a fondare la comunità religiosa dell'Opera Angelica (Opus Angelorum) il 20 aprile 1949 Suo marito morì nel 1961 e da allora si impegnò nella costruzione dell'Opera Angelica e della sua Confraternita degli Angeli Custodi, che ricevette l'approvazione del vescovo di Innsbruck, Paulus Rusch, nello stesso anno.
Gabriele Bitterlich trascorse il resto della sua vita nel castello di St. Petersberg a Silz, che oggi è un monastero dell'Ordine dei canonici regolari della Santa Croce, affiliato all'opera. 
Morì lì il 4 aprile 1978 e fu sepolta sulle mura del castello.
Lasciò tre figli: la pittrice Roswitha Bitterlich (1920-2015), il sacerdote cattolico Hansjörg Bitterlich (1923-1998) e Wolfram Bitterlich (nato nell'ottobre 1924).
L'Opus Sanctorum Angelorum da lei fondato crebbe fino a diventare una comunità con circa un milione di membri 20 anni dopo la sua morte

## Rivelazioni private e insegnamenti
Le presunte rivelazioni private di Gabriele Bitterlich, iniziate nel 1930 e messe per iscritto nel 1947, sono controverse all'interno della Chiesa cattolica. Alcuni studiosi sostengono che abbiano tratti gnostici e che siano estranee alla tradizione ecclesiastica, ma che risalgano alla "Cabala ebraica e all'antico dualismo persiano".

### Contenuti
Secondo la Bitterlich, a ogni persona vengono assegnati diversi angeli guida e un angelo custode per assisterla in determinate situazioni. Alcuni angeli, descritti dettagliatamente, sono anche assegnati ai vari aspetti dell'esistenza terrena. Gli oltre 300 angeli sono suddivisi nei tradizionali nove cori e tre gerarchie. Si suppone che gli uomini entrino in un legame più stretto con i loro angeli attraverso consacrazioni graduali, che si suddividono in:
- consacrazione agli angeli custodi (per i cattolici o per le persone di altre fedi);
- consacrazione agli angeli;
- consacrazione generale, speciale e segreta dell'espiazione.

La promessa all'angelo custode è considerata la fase preliminare.
Alcune festività o giorni del calendario dovrebbero corrispondere all'intercessione dei singoli angeli.
Al regno degli angeli si contrappone il regno dei demoni, da contrastare tra l'altro con gli esorcismi. Bitterlich interpretò la figura leggendaria medievale di Assuero come un "arcangelo caduto" e "spirito del popolo ebraico maledetto".
Le descrizioni degli angeli e dei demoni furono riassunte nel 1961 nell'Handbuch des Engelwerkes, che suddivise gli angeli sotto la guida di Maria nei cori di serafini, cherubini, troni, dominazioni, potenze, principi, arcangeli e semplici angeli, e i demoni sotto Lucifero nei ranghi di dei, idoli, spiriti maligni, potenze maligne, intelligenze maligne, maghi, signori e demoni inferiori.

### Storia degli scritti di Bitterlich nella teoria e nella pratica
Il Handbuch des Engelwerkes (Manuale degli angeli) pubblicato a Innsbruck nel 1961, inaccessibile agli estranei, divenne noto al pubblico solo in qualche estratto nove anni dopo la morte della Bitterlich e scatenò un'accesa polemica.
La Congregazione per la Dottrina della Fede limitò l'uso delle rivelazioni private di Gabriele Bitterlich nel 1983 e, in misura crescente, nel 1992; le rivelazioni private non furono riconosciute come ispirate da Dio, non fu più consentito invocare i nomi di angeli in esse contenuti e privi di riscontro biblico; l'uso dei relativi scritti fu vietato ai cattolici all'interno e all'esterno dell'Opera degli angeli. Gli esorcismi erano ammessi solo a patto che fossero eseguiti in conformità alle direttive della Chiesa.
Il teologo e scrittore Heinz Gstrein scrisse nel 1990:
(Heinz Gstrein, Engelwerk oder Teufelsmacht)
La descrizione dei demoni proviene dall'Handbuch des Engelwerkes, che riassunse le presunte rivelazioni private della Bitterlich. L'Opera, a cui Gstrein sottopose il suo libro Engelwerk oder Teufelsmacht? prima che venisse dato alle stampe, lo definì un'"indagine seria e ben studiata sull'Opera dei santi angeli" e ne raccomandò la lettura. Lo scrittore di saggistica Heiner Boberski citò e ricevette il testo di Gstrein nel 1993. In India, le violazioni della legge erano soggette a denuncia obbligatoria ai sensi del diritto penale, anche se sono solo in fase di ideazione. La mancata denuncia di un reato era punibile con un quarto della pena massima prevista per il delitto in questione.
Due anni dopo, il sacerdote dell'Opera Frederico Cunha ORC, sotto l'influenza delle rivelazioni della Bitterlich, uccise il quindicenne Luís Miguel Correia nella città portoghese di Caniçal. Nel 1994 fu condannato a 13 anni di carcere per omicidio, occultamento di reato e tentato abuso sessuale. Nel 1998 l'autore fuggì a Rio de Janeiro mentre era ancora detenuto.
Il 7 aprile 2010, padre Daniel Ols OP, il delegato di papa Benedetto XVI per l'Opera, scrisse ai suoi membri che la pubblicazione di numerosi testi di Gabriele Bitterlich avrebbe senza dubbio giocato un ruolo importante nella continuazione del percorso intrapreso dal Vaticano. Tuttavia, almeno fino al novembre 2010, l'ulteriore utilizzo degli insegnamenti rimase proibito. Dal punto di vista dell'Opera angelica, gli scritti della Bitterlich rappresentano un dono dello Spirito Santo e l'unica prospettiva corretta per comprendere il compito degli angeli nella Chiesa degli ultimi tempi.
Il 5 luglio 2024, papa Francesco revocò espressamente tutti i divieti, le restrizioni e le condizioni contro l'Opera degli angeli che erano stati promulgati dalla Congregazione per la Dottrina della Fede nel 1992, motivo per cui l'uso degli scritti della Bitterlich è stato da allora nuovamente consentito dal diritto canonico.

## Controversie
Gli insegnamenti della Bitterlich trovarono nella Chiesa cattolica sia sostenitori entusiasti che feroci oppositori. 
I teologi Johannes van der Ploeg e Johann Auer rifiutarono esplicitamente le rivelazioni private. Dopo aver scritto due perizie, Auer dichiarò:
(Bizarres „Engelwerk“ feiert Anerkennung durch Papst., 10 ottobre 2010)
Il più feroce oppositore degli insegnamenti della Bitterlich nel clero tedesco fu il vescovo ausiliare di Monaco e Frisinga Heinrich von Soden-Fraunhofen, che aveva reso pubblico l'Handbuch des Engelwerkes.

## Importanza ed eredità

### L'Opera degli Angeli
Nell'Opera degli Angeli, Gabriele Bitterlich è venerata come Madre. Anche il delegato della Santa Sede Daniel Ols, nominato dalla Congregazione per la Dottrina della Fede il 13 marzo 2010 per succedere a Benoît Duroux, adottò questa denominazione nell'aprile 2010.

### Engelbund
L'editore Claus Peter Clausen di Lippstadt fondò un'altra comunità religiosa basata sugli insegnamenti della Bitterlich. Il 15 agosto 2011, su iniziativa dell'editore, gli insegnamenti furono rimossi dal World Wide Web, senza fornire motivazioni; dal novembre 2011 sono stati inseriti nuovamente online in una forma più sintetica.

## Opere
- Folge mir!, Graz, Fatima-Verlag, 1962.[32]
- Das Reich der Engel (non pubblicato).

### Biografie
- P. Hansjörg Bitterlich ORC, Sie schaute die Engel, Goldach, Schmid-Fehr-Verlag, 1990, DNB 1137962283.
- Ida Lüthold-Minder, Von Gott geführt, Schutzengelbruderschaft, 1992, OCLC 634900063.

### Scritti dell'Opera degli Angeli basati su Gabriele Bitterlich
- Rituale des Opus Sanctorum Angelorum, Schutzengelbruderschaft, Innsbruck, 1970, OCLC 816046958.
- Das Handbuch des Engelwerkes, Innsbruck, 1961; Schondorf am Ammersee, 1961, OCLC 633267522 (ca. 300 Blätter). (Helmut Birkhan, Magie im Mittelalter (= Beck’sche Reihe. Band 1901), München, C. H. Beck Verlag, 2010, ISBN 978-3-406-60632-8, p. 96).
- Tagesengel und Engel der beweglichen Feste, Innsbruck, 1969, OCLC 74878213 (Helmut Birkhan, Magie im Mittelalter (= Beck’sche Reihe. Band 1901), München, C. H. Beck Verlag, 2010, ISBN 978-3-406-60632-8, p. 96).